# تروور استوارت
تروور استوارت (انگلیسی: Trevor Stewart؛ زادهٔ ۲۰ مهٔ ۱۹۹۷) دونده اهل ایالات متحده آمریکا است.